# Божејов
Божејов (чеш. Božejov) је насељено мјесто са административним статусом варошице (чеш. městys) у округу Пелхримов, у крају Височина, Чешка Република.

## Становништво
Према подацима о броју становника из 2014. године насеље је имало 637 становника.